# 武田義統
武田 義統（たけだ よしずみ/よしむね）は、戦国時代の武将・大名。武田信豊の長男。若狭国守護。若狭武田氏8代当主。

## 生涯
大永6年（1526年）、武田信豊の長男として誕生。初名は信統（のぶずみ/のぶむね）。名前に関しては、室町幕府の第12代将軍・足利義晴より偏諱（「晴」の字）を受けて、晴信（はるのぶ）と改名し、さらに第13代将軍・足利義輝の偏諱（「義」）を受けて、義統と改名したともいわれている。一方、木下聡は、古文書から確認できる初名は細川晴元からの偏諱を得たとみられる元栄（もとひで）で、その後永禄元年（1558年）頃に義輝より偏諱を受けて、義元（よしもと）と改名し、父との対立の最中の永禄4年（1561年）頃に義統に改名したとしている。
天文17年（1548年）、義晴の娘（足利義輝・義昭の妹）を正室に迎えた。
弘治2年（1556年）、弟・信方を擁立する重臣・粟屋勝久と争い、勝久を追放して勝利した。
永禄元年（1558年）、義統に代えて弟・武田元康（信由）へ家督を譲ろうとした父・信豊を近江国に追放して実質的に家督を継いだが、その後も父との対立は絶えず、また粟屋勝久など被官達の反乱も続いた。
永禄4年（1561年）、重臣の逸見昌経が反乱を起こす。逸見氏の水軍を自身の編成した水軍で打ち破るなどの戦果も挙げたが、昌経が丹波国の松永長頼の支援を受けたこともあり、独力で鎮圧することはできなかった。そのため、越前国の朝倉義景の援助を受けて鎮圧に成功するが、若狭に朝倉氏の影響力が強まる一因をなした。
永禄8年（1565年）、義兄にあたる13代将軍・足利義輝が三好三人衆らに殺害され（永禄の変）、義輝の弟である義秋（義昭）が自身の将軍就任への協力を求めて、永禄9年（1566年）に若狭を訪れた。若狭武田氏は偏諱や婚姻などを通じて交流するなど、足利将軍家から格別な信頼を受けていたが、この頃の義統は内乱のために若狭から出兵することができなかった。そこで、義統は実弟の信景を義明に出仕させた。
永禄10年（1567年）4月8日、死去した。享年42。異説として、同年11月9日に死去したとも伝えられ、『高野山過去帳』・『諸家系図纂』によれば天正8年（1580年）4月8日を没日とする記述があるが、武田信玄が朝倉義景に充てた書状に義統が既に亡くなっていることを示唆する文言があり、元亀4年（1573年）に没した信玄より前に死去しているのは確実である。木下聡は朝倉義景が元亀3年（1572年）に出した安堵状から同年時点で信豊の健在が確認できることを指摘して、『高野山過去帳』・『諸家系図纂』に記されている天正8年の記事は通説では没年不詳とされる父・信豊の死去を誤認した可能性を指摘している。
家督は嫡子の元明が継いだが、逸見氏・粟屋氏などの反乱はおさまることがなく、若狭武田氏の統治は一向に安定しなかった。義統の死の翌年には、朝倉義景が若狭に出兵し、武力で平定、元明は一乗谷に定住することを促され、朝倉氏の保護下に置かれた。

## 人物
- 「文彩風流独り群を出ず」と言われ（『枯木稿』）、武家故実にも関心を示したと伝えられている[5]が、代々の若狭武田氏当主のように具体的な記録は残っていない。